# Gastronomía de Turquía
La gastronomía de Turquía corresponde al conjunto de costumbres culinarias de los habitantes de las regiones de Turquía. La cocina turca es muy conocida en la actualidad y parece haber influido a otras gastronomías en el uso de especias o el asado de carnes. Es conocida por sus características puente entre las cocinas del Oriente Medio y la cocina balcánica, y se puede decir que se encuentra en una posición destacada entre las cocinas de origen mediterráneo debido no solo a la posición geográfica del país, también porque tiene en común con las otras gastronomías un predominio del uso y empleo de las verduras y del aceite de oliva como ingredientes en la mayoría de sus platos.

## Ingredientes

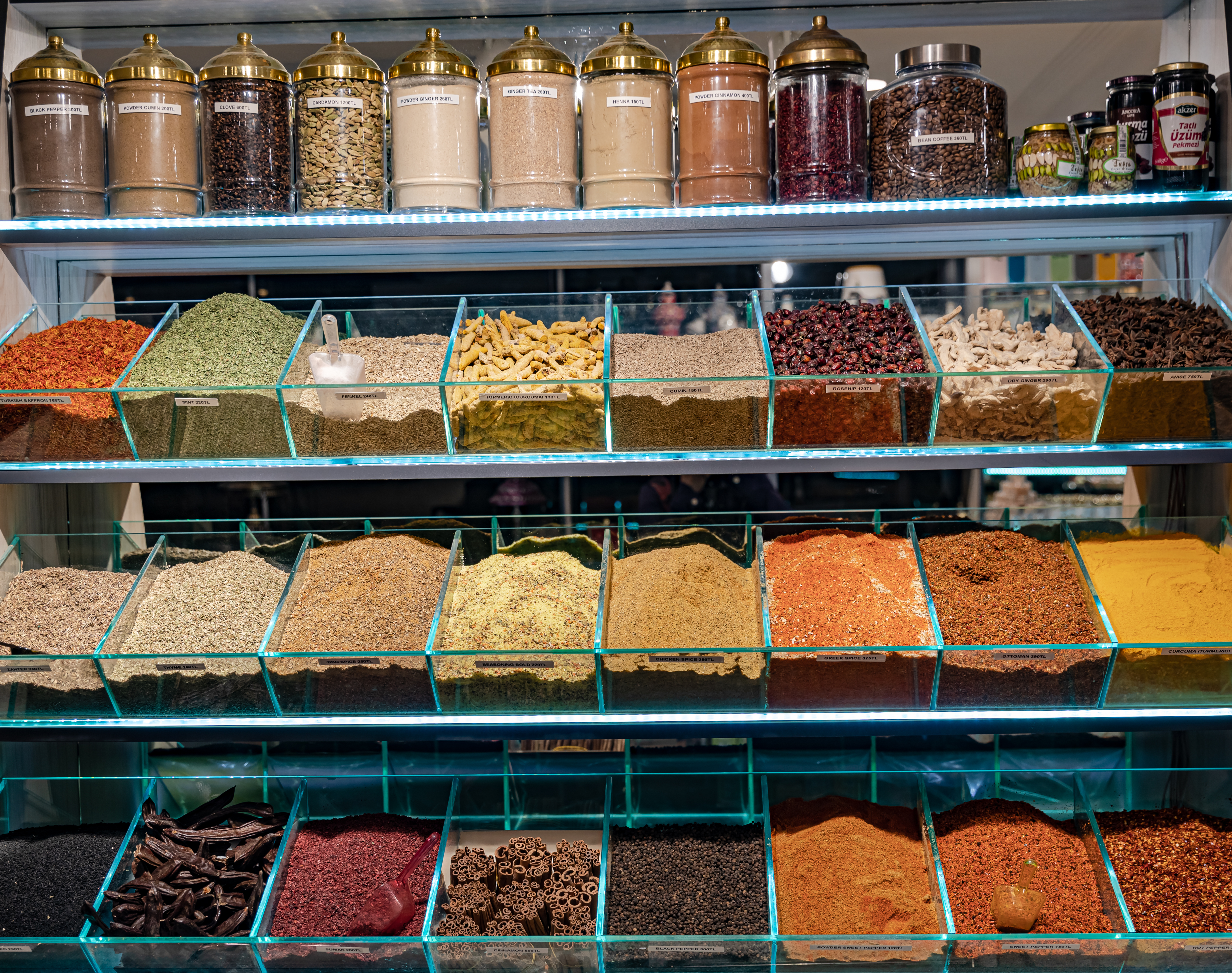
Especias en Turquía.

La gastronomía turca se caracteriza por emplear una gran diversidad de ingredientes en la elaboración de sus platos. El uso de las especias se puede extender a diversos platos, una de las características es su uso abundante y que se comercializa en parte de los mercados callejeros (véase Bazar de las Especias segundo mercado cubierto junto con el Gran Bazar).

### Verduras

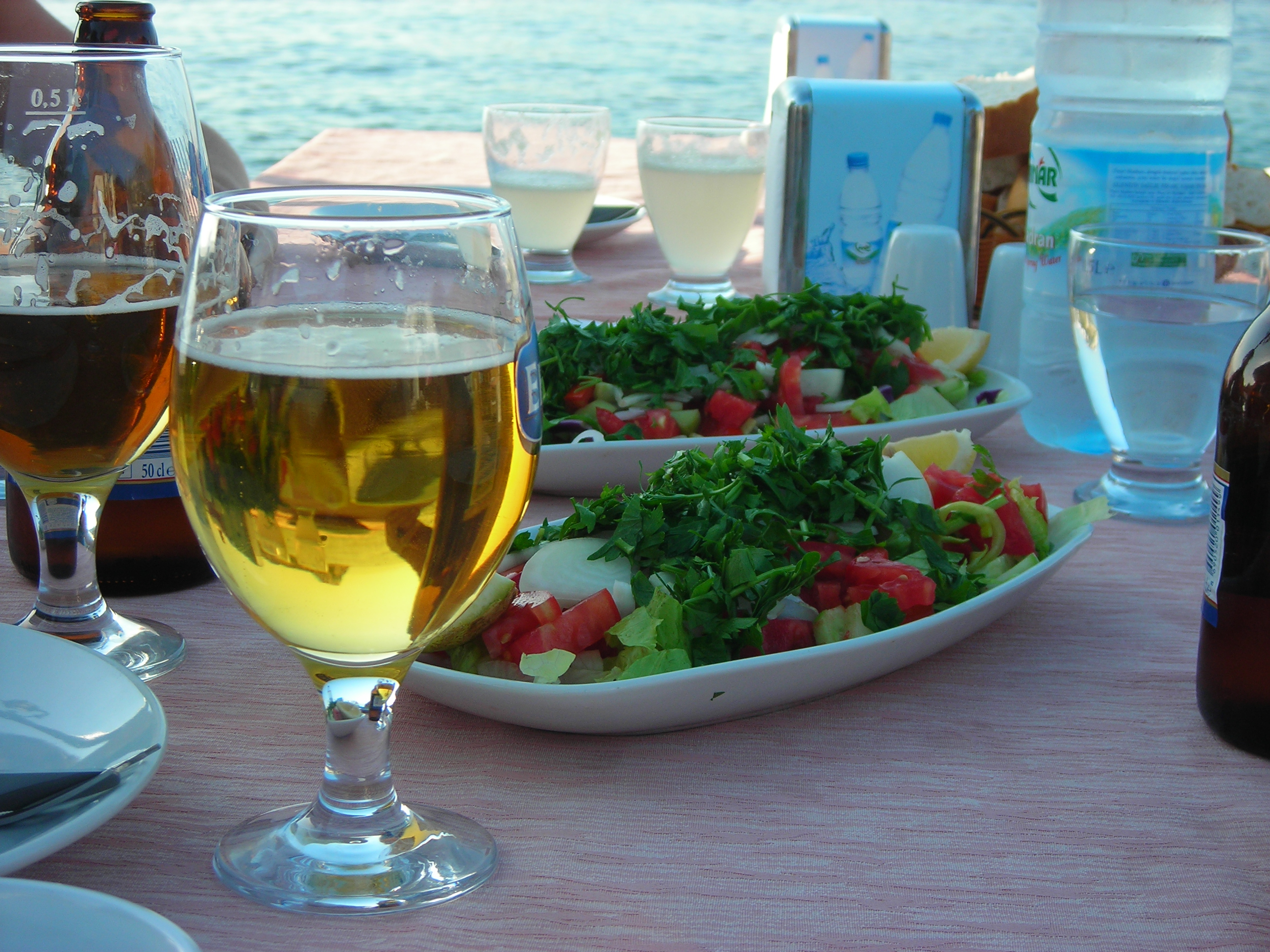
"Çoban salatası"

Las verduras se emplean frecuentemente como acompañamiento de platos de carne, aunque también se consumen rellenas, como los pimientos o los tomates. Las berenjenas (patlıcan) tienen un protagonismo especial en la cocina turca, se dice que tienen cerca de cuarenta formas de cocinarlas, forman parte esencial de platos como el imam bayıldı, türlü, güveç o el karnıyarık que se combina con carne picada; una especialidad del sur y sureste de Turquía son los patlıcan kebabs tal y como el Tokat Kebab una especialidad de la provincia de Tokat, se puede encontrar en la ensalada de berenjenas, şakşuka, el patlıcan dolma, el patlıcan beğendi y la moussaka. Los calabacines por regla general con una especie de mezcla de arroz, carne de cordero y pasas, a estas verduras rellenas se le denomina en la cocina turca dolmas (en turco significa: relleno). El más famoso de los dolmas es el yaprak que va recubierto con una hoja de vid, se suele servir frío y van rellenos de arroz, carne de diferentes tipos y pasas. En el terreno de las legumbres existe la sopa de lentejas rojas. Una de las ensaladas más populares en la cocina turca es la Çoban salatası.
El arroz (los platos que lo contienen se denominan pilaf) es uno de los acompañamientos más comunes, por ejemplo el muy popular bulgur pilavı (pilav elaborado con cereales - bulgur que se emplea como sustituto del arroz). Los platos elaborados con kuru fasulye (legumbres secas) tales como el nohut (garbanzos), mercimek (lentejas), börülce (judías carillas), etc., a veces se combina con cebollas, pasta de tomate, etc. El arroz es considerado una forma económica de alimentación.
Los populares meze (entremeses) se sirven acompañados de rakı. Entre los más conocidos se encuentran los de berenjena, los de tomates, los que contienen pepinos, las cebollas frescas, el queso blanco turco parecido al feta, los tomates y pimientos rellenos de arroz (dolma), el pollo circasiano (elaborado con una salsa a base de nueces), los mejillones, fava que son un puré de habas, çiroz (caballa ahumada), lakerda (pescado en salazón), leblebi (garbanzos tostados), las aceitunas negras y verdes, rábanos, la pastırma (una especie de cecina), y el sucuk (salchichón turco sazonado).

### Carnes

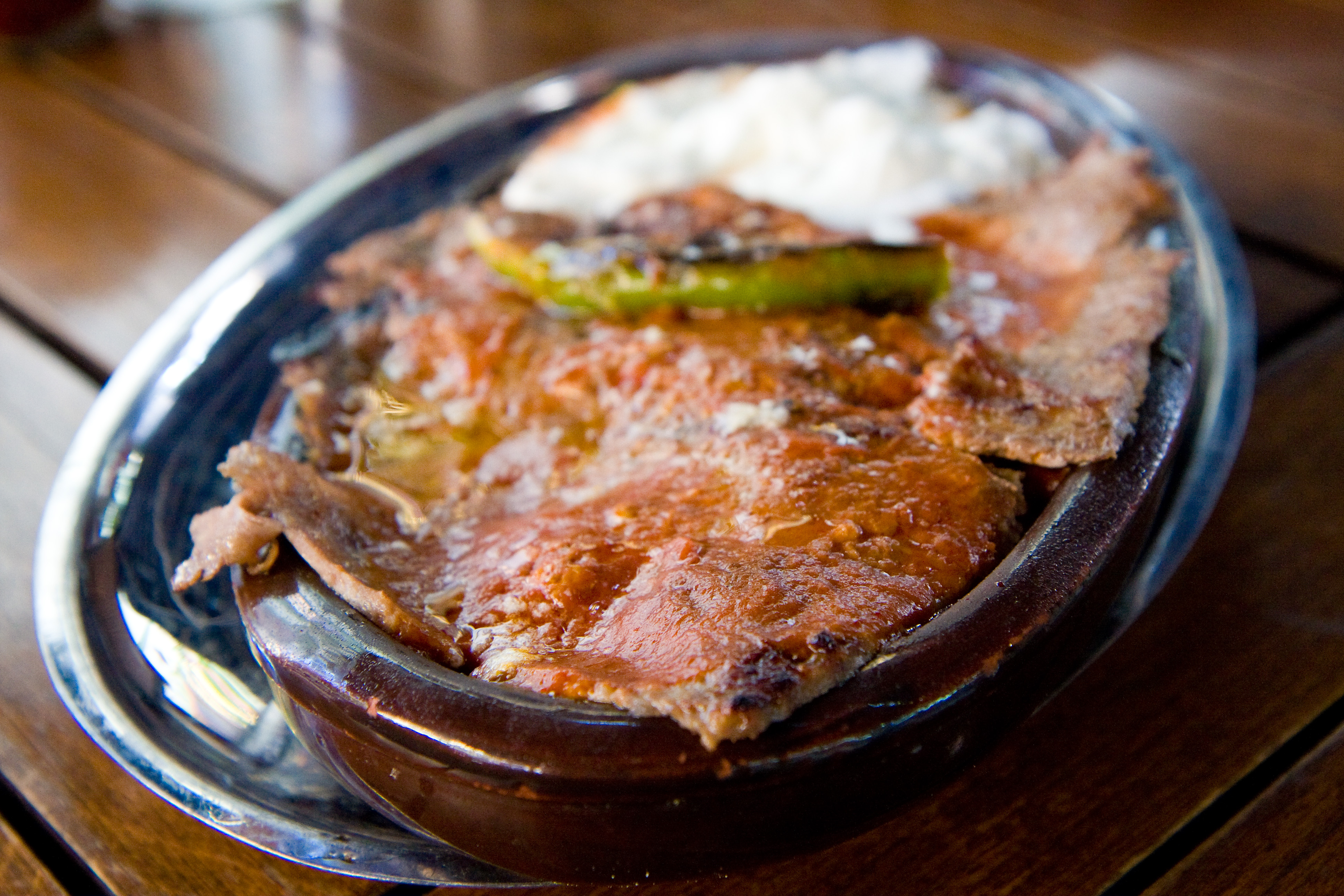
Un plato de İskender

La más consumida es la carne de cordero, muy empleada en todo el territorio debido a su antigua tradición pastoril. Por ejemplo, el Kuzu çevirme (cordero lechal asado sobre el fuego) fue una importante ceremonia culinaria que hoy en día rara vez se puede ver. El adjem pilaf espalda de cordero asada y cortada en dados. En algunas regiones de Turquía la carne es servida en ocasiones especiales o durante el Kurban Bayramı como el etli pilav (pilav con carne) que con el tiempo ha pasado a ser un plato de la dieta popular.

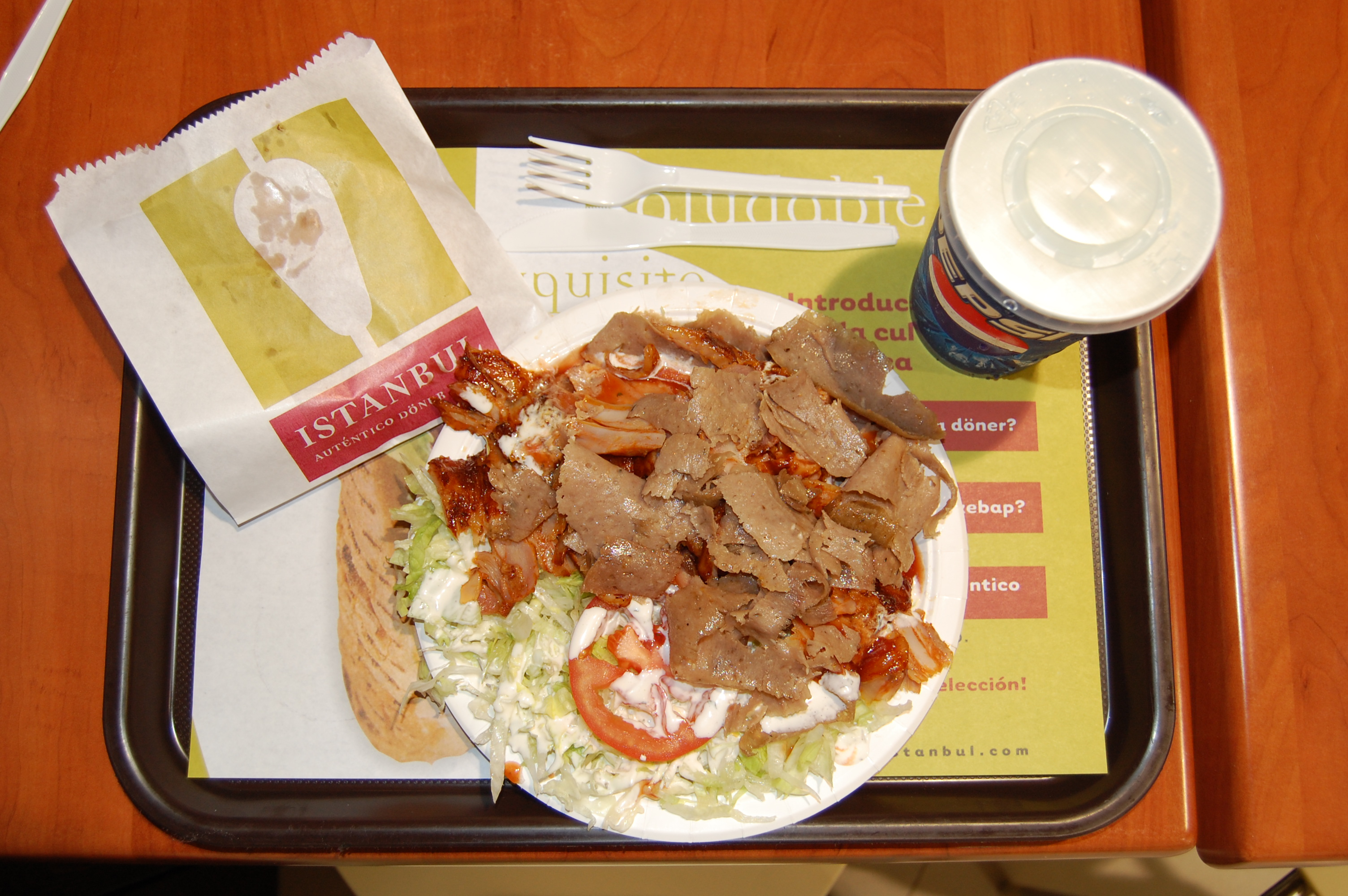
Döner

El plato más internacionalizado de Turquía es el tradicional Döner kebab, también con su versión de comida rápida (llamada dürüm), con contenido de carne asada sobre un eje giratorio (döner en turco significa algo que gira y kebab significa carne asada). El döner se puede comer solo o acompañado de arroz (Pilav Üstü Döner). Existen diversas variedades en diferentes lugares de Turquía como el İskender, plato de la localidad de Bursa que se prepara con döner, yogur, se le añade una salsa de tomate especial y mantequilla fundida.
El döner puede elaborarse con diferentes carnes como cordero, ternera, y recientemente (no es tradicional) puede estar compuesto de pollo (llamado tavuk döneri). El shish kebab es un kebab de trozos de cordero o ternera marinados, acompañado de tomate y pimientos y asados sobre la brasa en un fierrito; existen variantes de este plato con aves y pescado. En la ciudad de Adana se hace un kebab especial con carne asada denominado Adana kebab que contiene verduras a la parrilla, una variante de este último es el Urfa kebab (la diferencia básica es que mientras el primero es picante, el segundo no lleva, o lleva muy poco, pimiento picante). Casi todos los tipos de kebab se comen con pide como pan.
También es conocido el lahmacun, hecho con una base de pan sobre la que se coloca carne picada, cebolla y algunas especias, junto con limón y perejil. Se ha considerado desde siempre una comida rápida, tomada con ayran. El börek es un plato similar a la empanada que se elabora con yufka (bases de pasta muy finas) y rellena de carne, queso o espinacas, se suele servir como entrante o como segundo plato.
Köfte es un plato tradicional turco de carne picada hecho a la plancha, parrilla, al horno o como guiso, con caldo, en la olla. En este último caso se lo denomina sulu köfte, y se parece a albóndigas con salsa de tomate. Si este plato es servido añadiéndole una salsa de huevo y limón, se lo llama ekşili köfte.

### Arroz, bulgur yşehriye
En la cocina turca, los platos hechos a base de arroz, bulgur o pasta ("arpa şehriye" - orzo y "tel şehriye" - vermicelli, cuando no son usados para la sopa) se llaman pilav.

### Mariscos y pescados
El pescado abunda en Turquía, un país con tres mares a su alrededor y otro propio. Especialmente es recomendable el lüfer (Pomatomus saltatrix, anjova), kalkan, istavrit (la caballa), çinekop (que se trata del lüfer, en su estadio de 15 a 18 cm), y çipura ( Dorada - Sparus auratus). Los hamsi (anchoas)son una categoría aparte de los que se hacen muchos platos; se destaca el plato conocido como Hamsili Pilav o pilav con hamsi.
Los mariscos cada vez se van incorporando más a la gastronomía del país. Algunos platos tales como los mejillones fritos y cholgas rellenas de pilav pueden encontrarse en muchas ciudades y todos los pueblos costeros. También son famosos el karides güveç y kalamar tava (calamares fritos).

### Especias
Es frecuente el empleo de especias frescas, como las hojas del cilantro (Kişniş y a veces denominada con el nombre español de "cilantro") que se vende habitualmente en los mercados y es muy frecuente en los platos, las semillas de la alcaravea, el azafrán del que Turquía es uno de sus mayores comerciantes (existen ciudades dedicadas a su cultivo exclusivo desde muy antiguo, como Safranbolu, la pimienta aleppo, el sumac, menta en hojas que aromatiza algunos platos, el isot (un tipo de pimentón picado), etc.

### Lácteos

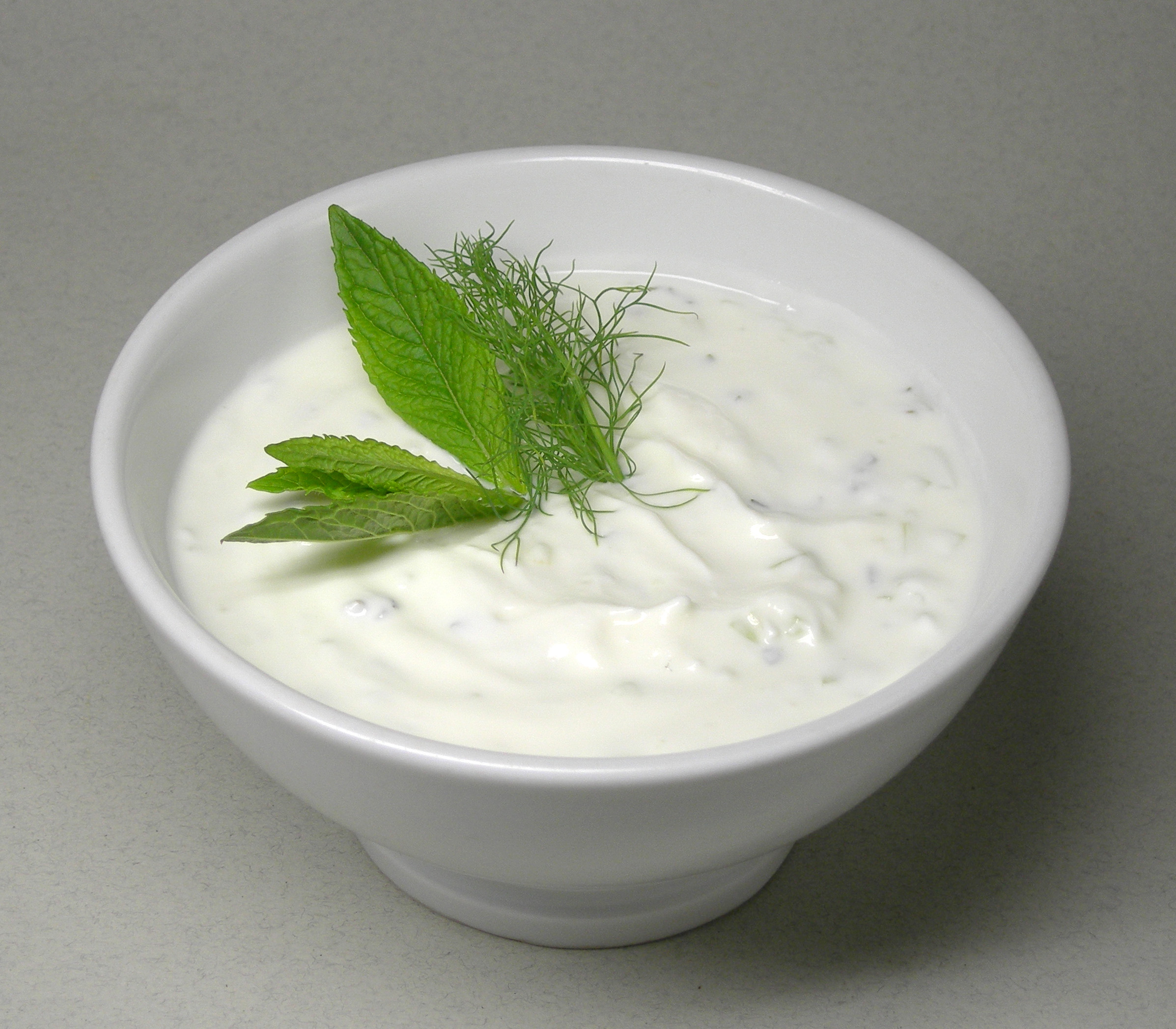
Cacık preparado más espeso para consumir como meze

El yogur es uno de los elementos básicos de la cocina turca, y es empleado con mucha frecuencia como en el cacık (sopa fría de pepino con yogur). Algunas veces acompaña a platos de carne como los kebabs y los köfte, o entra en la composición de cremas de legumbres o de verduras, como en el Patlican Salatasi, una crema fría de berenjenas. En ocasiones se puede ver en platos de aperitivo como los mezze y una especialidad denominada mantı (bolas de masa que contienen carne picada). En las ciudades, el yogur acompaña al arroz o al pan. Una de las bebidas más típicas de Turquía es el ayran, elaborado con yogur líquido, sal y limón. El yogur (y a menudo el ayran) es un alimento imprescindible del desayuno tradicional turco.
Es frecuente el empleo de mantequilla en la cocina. La más conocida es el süzme yağ (mantequilla clarificada) que se emplea frecuentemente en pastelería.
Algunos de los quesos más famosos de Turquía son blancos (frescos) y suelen combinarse con yogur y leche de oveja. Los quesos turcos incluyen beyaz peynir (que significa "queso blanco"), tulum (İzmir, Ödemiş, Erzincan, etc.), kaşar, lor, graviera, Mihaliç, Ezine, otlu peynir ("queso con hierbas"), hellim, örgü, çerkez y çökelek, entre otros.

## Platos
Algunos platos turcos se repiten en muchos países de la cuenca mediterránea y del Mar Negro debido a la expansión del Imperio otomano.

### Sopas

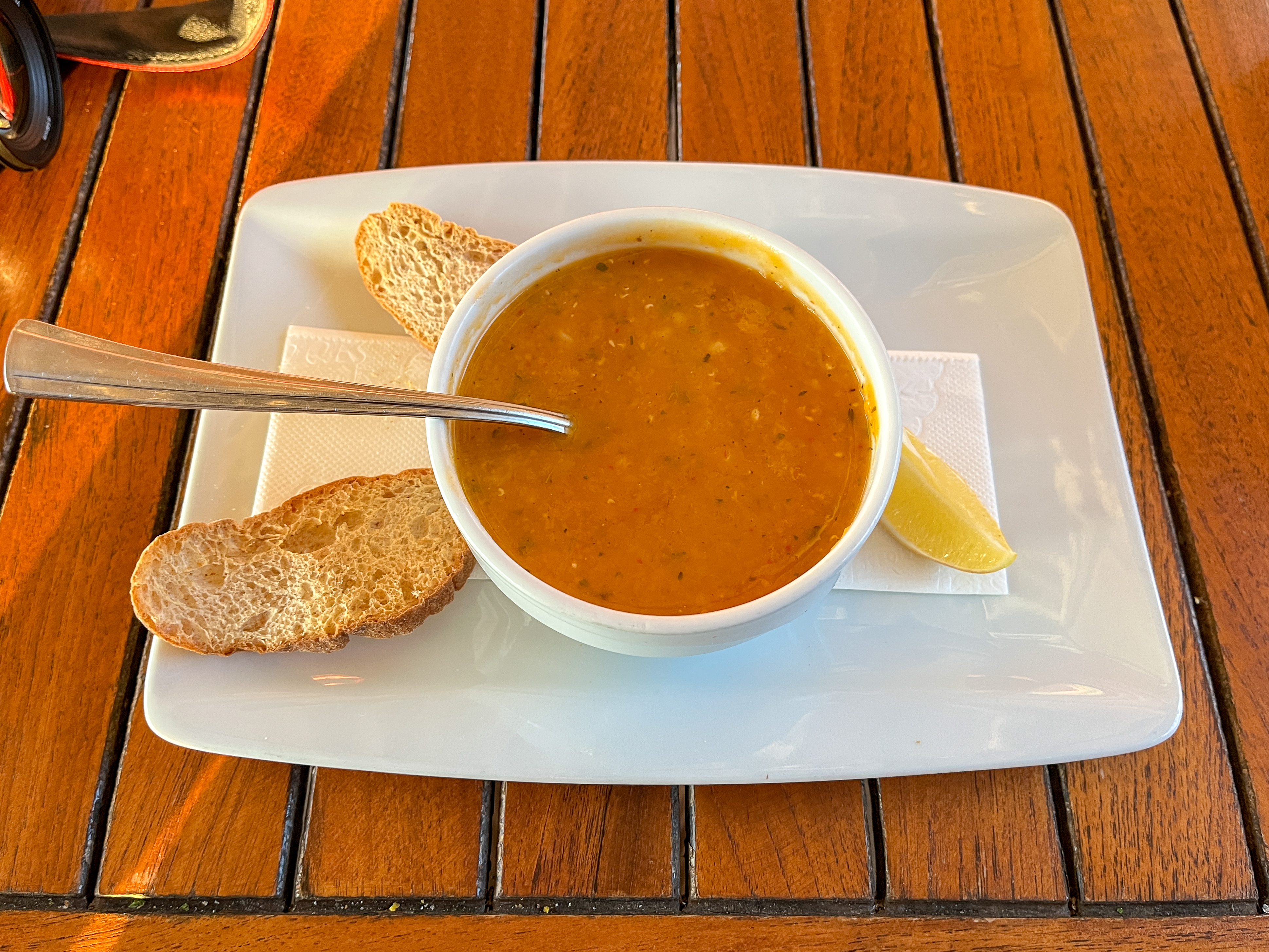
Sopa de lentejas (Mercimek çorbası)

Un almuerzo típico en Turquía empieza con una sopa ligera (çorba). Las sopas, como en la mayoría de los países, se nombran según su ingrediente principal, siendo las más comunes las de lentejas, las de yogur, o trigo (a menudo molido) denominado mercimek çorbası y tarhana çorbası. Las sopas forman parte de la dieta turca cotidiana, como la sopa de lentejas rojas o verdes. También existen sopas tradicionales como İşkembe (sopa de callos) y la paça çorbası, siendo estas últimas generalmente servidas como alimento de invierno. Antes de la popularización del desayuno turco, la sopa era el primer plato ingerido del día por mucha gente. Las sopas más comunes en Turquía son:
- Tarhana
- Yayla
- Buğday aşı/sopa de yogur/sopa de ayran (puede ser servida fría o caliente)
- Domates (Sopa de tomate)
- Mercimek (lentejas)
- Ezo gelin (sopa a base de lentejas y otros ingredientes)
- Düğün (Sopa de "bodas")
- İşkembe
- Paça
- Karalahana çorbası - sopa de repollo y frijoles
- Şehriye Sopa de pasta hecho de pasta tipo "cabellos de ángel" (Tel şehriye) o "pepitas" (Arpa şehriye)
- Pescado
- Tavuk (sopa de pollo)

### Meze

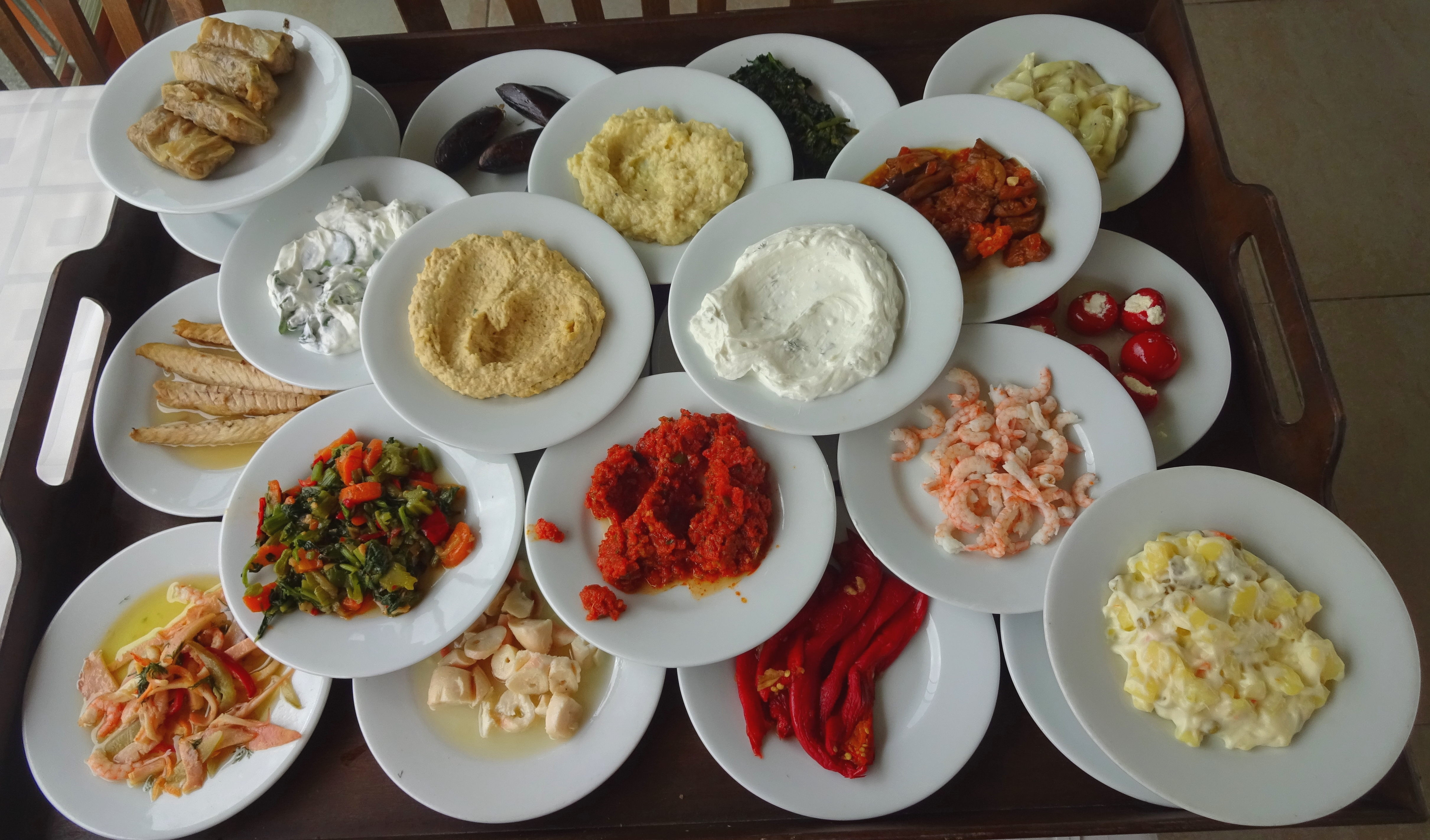
Diferentes platos de meze en Turquía.

### Dolma y Sarma

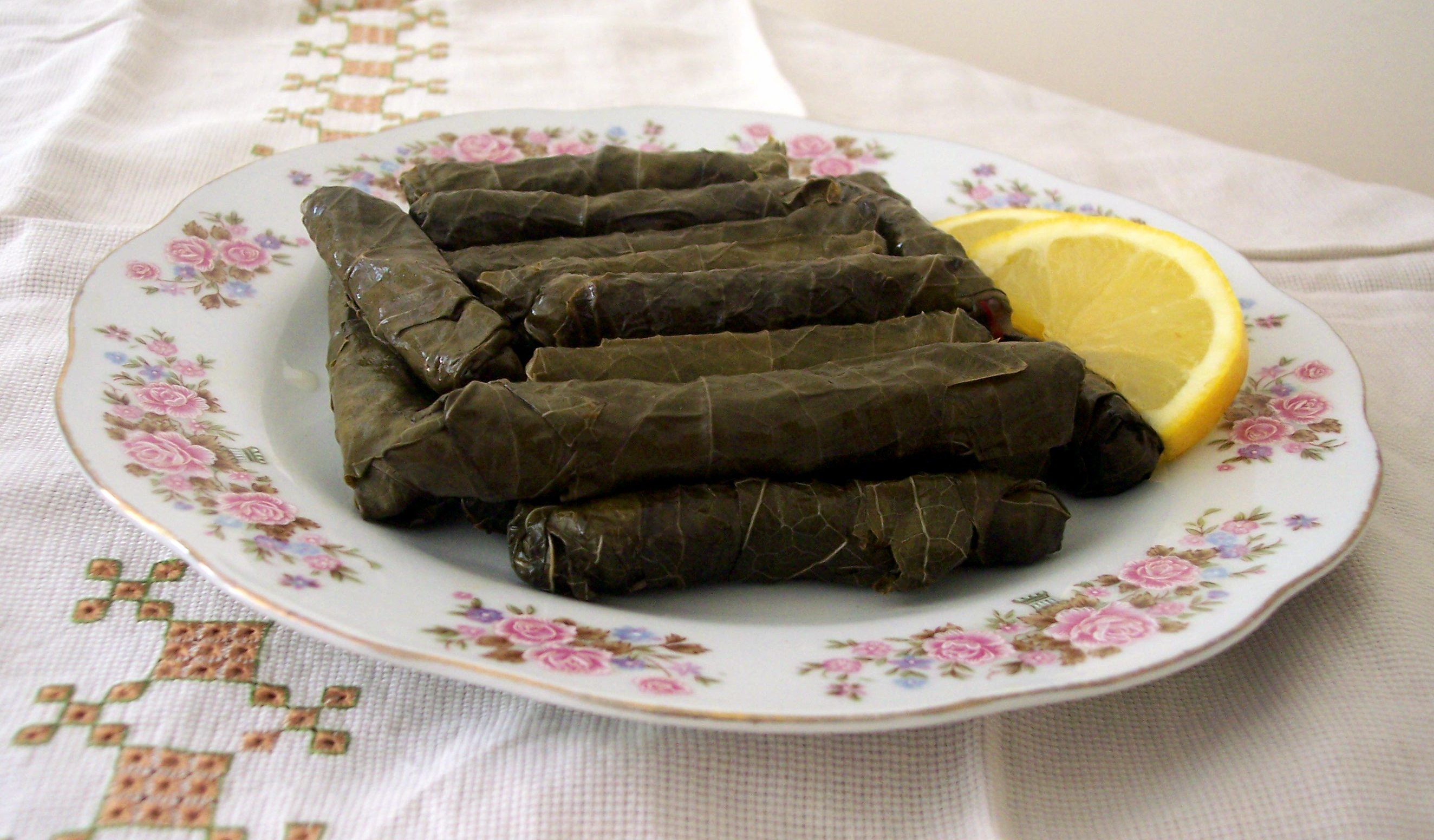
Yaprak sarma al estilo turco

Dolma es la forma pronominal en turco dolmak o lo que es lo mismo 'lo que se rellena', y significa simplemente ‘algo relleno’. El dolma ocupa un lugar especial en la cocina turca. Puede ser consumido frío como un meze o caliente como un plato principal. Puede ser relleno con arroz o con carne. Si se prepara con carne, se sirve caliente con una salsa hecha de yogur y ajo.
"Yaprak sarma" (dolma con aceite de oliva) son elaboradas con hoja de vid cocinadas en aceite de oliva y rellenas de arroz especiado. Este tipo no contiene carne, se sirve frío y se conoce también como sarma que significa "lo que se envuelve" en idioma turco. (La palabra "sarma" se emplea también en la denominación de algunos postres, tales como el fıstık sarma —pistachos enrollados—). Si la dolma no contiene carne, se le denomina a veces como yalancı dolma que significa "dolma falsa". Generalmente se añaden fruta secas como piñones y pasas de uva a las "sarma"s y "dolma"s con aceite de oliva ("zeytinyağlı sarma" o "zeytinyağlı dolma" en la cocina otomana. Las hojas de vid ("yaprak") pueden ser rellenas no solo con arroz y especias, sino que también con mezcla de arroz y carne. En este caso, se sirven calientes con yogur etli yaprak sarma.
Melón dolma, junto con el membrillo o el manzana dolma, fue en su momento una especialidad culinaria palaciega (el melón crudo relleno con carne, arroz, almendras y todo ello cocinado al horno). En la Turquía actual se elaboran una gran variedad de dolmas. A pesar de esto no se puede dar una lista detallada de los ingredientes que se emplean en su elaboración, siendo los más comunes los elaborados con calabacín ("kabak"), berenjena ("patlıcan"), tomate ("domates"), calabaza ("balkabağı"), chile ("biber"), col ("lahana") (blanca o roja), acelga ("pazı") y mejillones ("midye"). Un dolma diferente es el mumbar dolması en el que se emplean las membranas de los intestinos de la oveja y se rellenan con una mezcla de arroz.

### Pastas

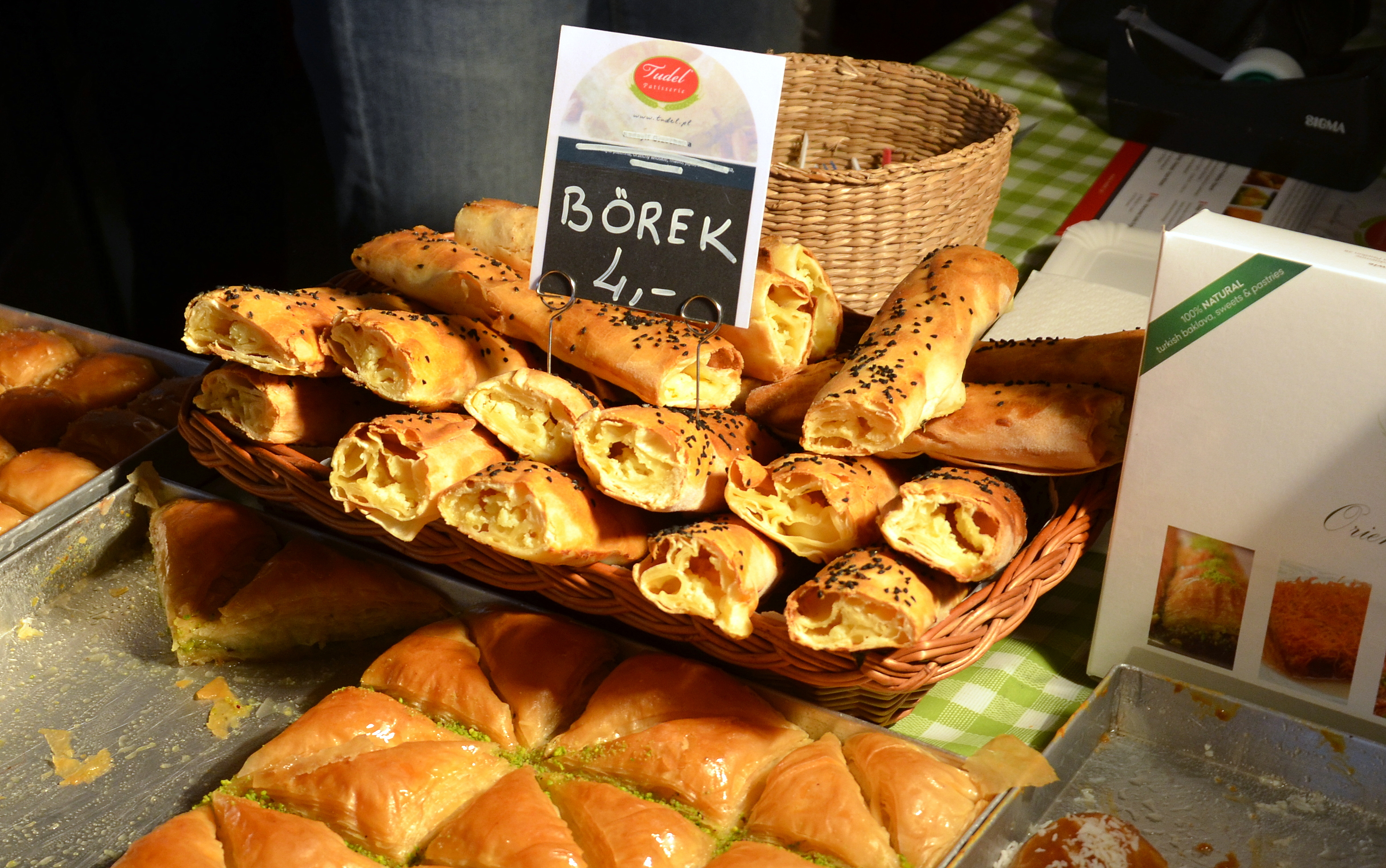
Börek

- Börek
- Pide
- Lahmacun

## Bebidas

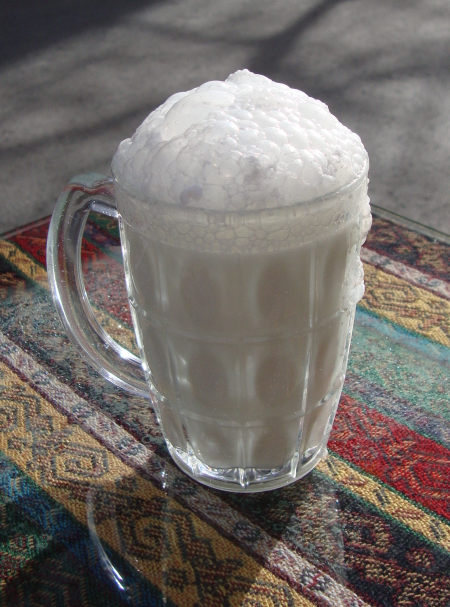
Ayran, bebida sin alcohol para acompañar pastas y platos de carne

El más famoso y solicitado en los días de fuerte calor es el ayran, una especie de yogur líquido con una gota de zumo de limón y sal, que se suele tomar acompañando la comida. Se toman con gran asiduidad zumos de frutas (meyve suyu). Existen otras bebidas locales como el salgam. Algunas comidas, especialmente basadas en arroz o pasta se acompañan con una sopa fría de pepino rallado con base de yogur con ajo y que se conoce con el nombre de cacık.
En el apartado de las bebidas alcohólicas, la más conocida es el licor denominado Rakı (muy similar al Anís español o al tsipouro griego) que se consume tras las comidas (sobre todo en las cenas) con un poco de agua fría; en este caso el rakı se pone de color opalescente. Existe también una bebida espirituosa denominada boza.
La producción vinícola de Turquía no es pequeña como cabe pensar en un país de mayoría musulmana. Existe una variedad de vino tinto, blanco, rosado y espumoso, es muy posible que los antiguos griegos introdujeran el cultivo de vino en la parte oeste de Anatolia. Los que más se aprecian son los de la marca 'Doluca'.

### Té
El té (çay en turco) es la bebida más consumida de Turquía, de procedencia claramente china. El cultivo se realiza en el nordeste del país, principalmente en la provincia de Rize y en algunas zonas de Giresun. El té cultivado y recolectado se procesa hasta obtener el té negro para el consumo. El té se elabora en una doble tetera en la que se hallan dos recipientes apilados: el de arriba es la tetera para hacer el té y el recipiente inferior sirve para hervir el agua. Existe un dicho en Turquía acerca del té, Tavşan kanı çayımız, que hace referencia a que un buen té debe tener el color de la sangre de conejo (Tavşan kanı), es decir ligeramente rojo. El té se sirve muy caliente en pequeñas tazas o vasos, y nunca se toma mezclado con leche.
Se consumen también té de manzana, té de salvia, té de escaramujo y salep, una bebida elaborada con la fécula de los tubérculos del satirión y otras orquídeas cocida en leche y acompañada de canela.

### Café

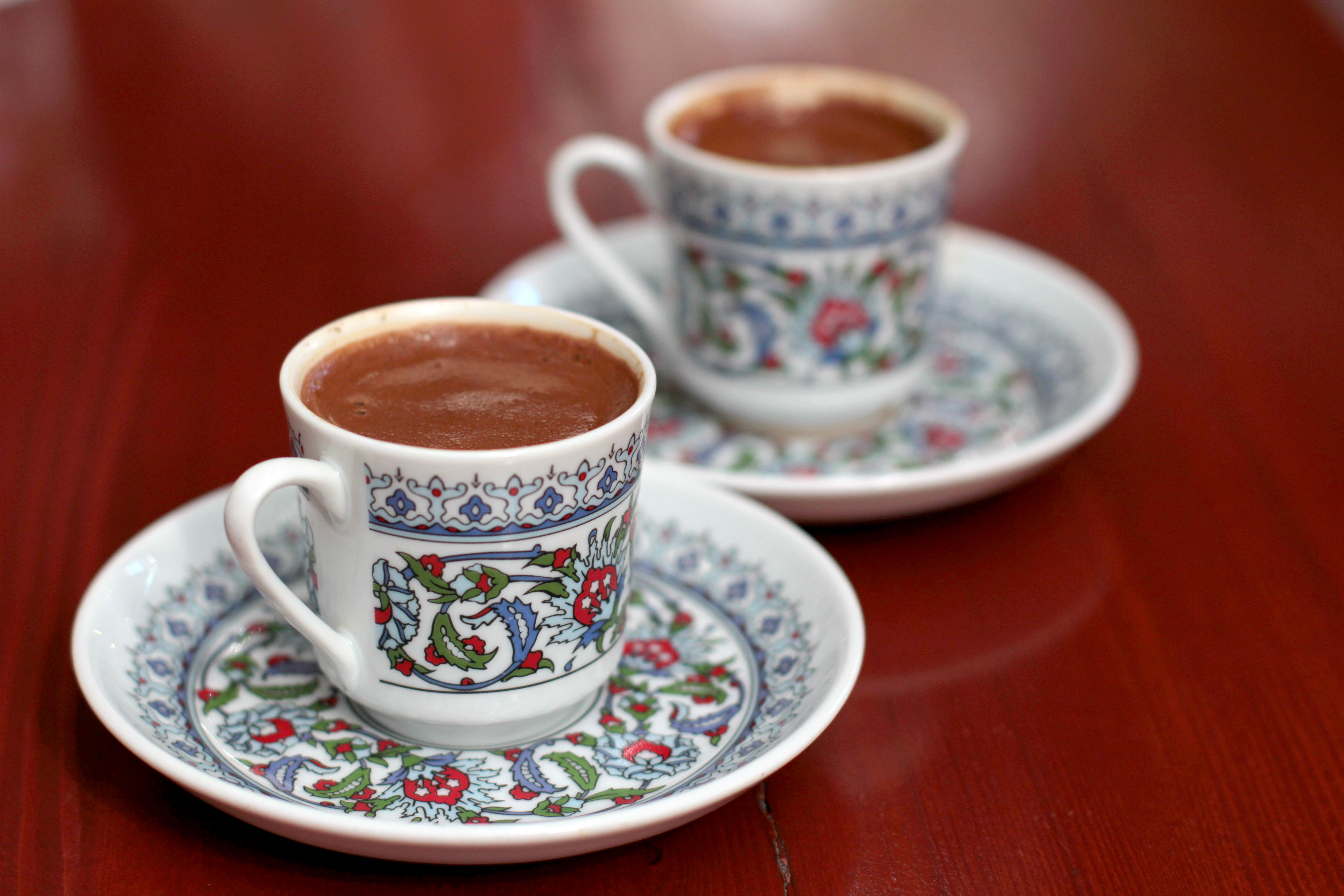
Café turco o kahve

El café turco (kahve) es mundialmente conocido, aunque no exista cultivo de esta planta en Turquía. Lo que le ha otorgado la fama es su cuidada elaboración. Está tostado y su presencia es oscura, además se muele muy fino hasta llegar a ser casi polvo. Su elaboración se realiza en recipientes especiales de cobre llamados cezve.
El café se sirve con o sin azúcar. Es costumbre precisar antes de preparar la taza, la cantidad de azúcar que se desea en el café. De esta forma se tiene el Sade que no lleva azúcar, el Orta que es de un ligero contenido azucarado (este es el que se sirve por defecto si no se especifica) y el muy dulce şekerli. Al servir el café se deja reposar para que decanten los posos en el fondo de las tazas, y una vez servido no se suele echar azúcar. El café turco no se toma con leche.

### Postres

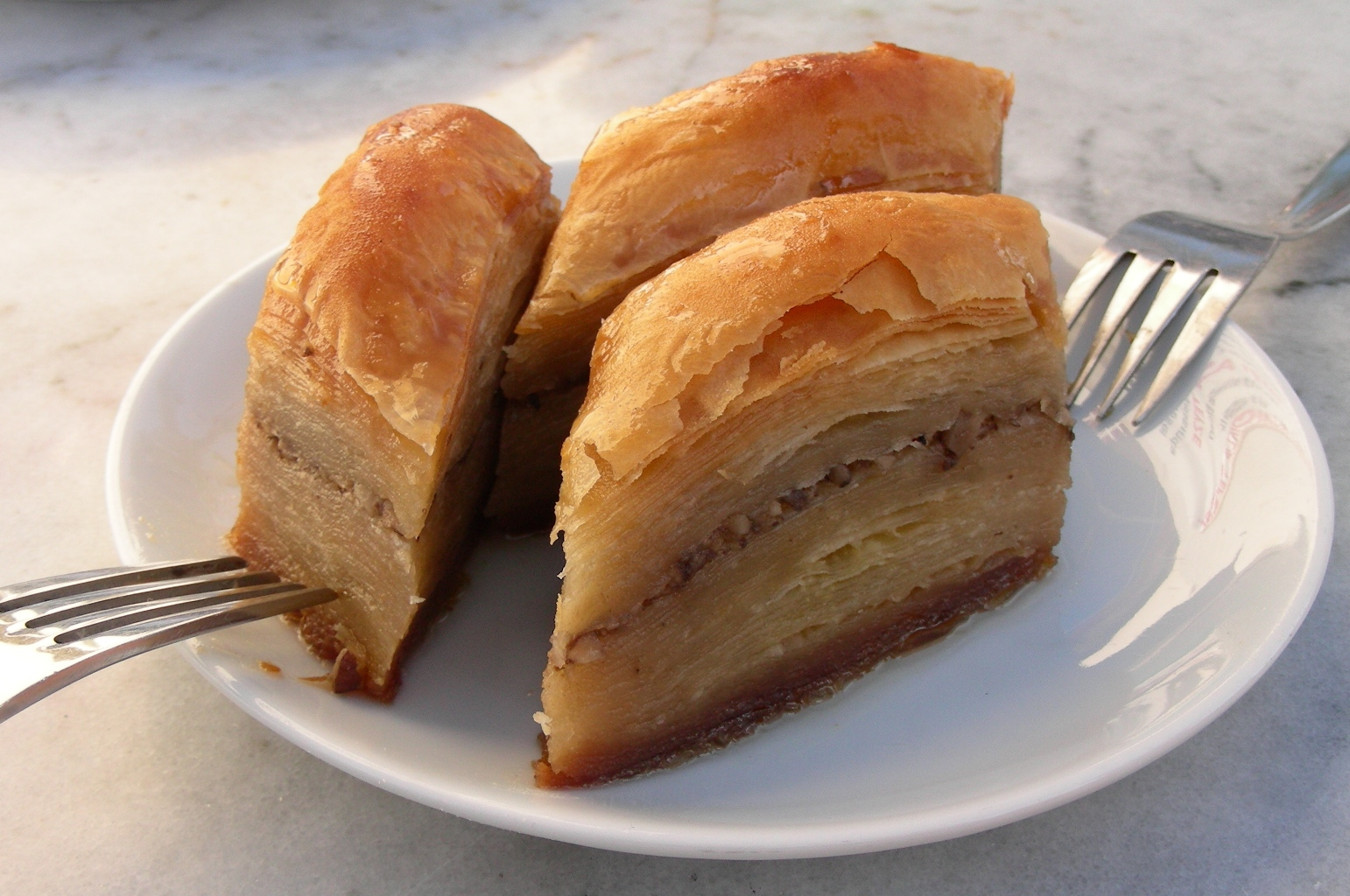
Baklava, el más conocido de los postres turcos

El baklava es un pastel de hojaldre con nueces o pistachos y jarabe de miel. La repostería turca tiene un amplio rango de "baklava" como postres que incluyen el şöbiyet, el bülbül yuvası, saray sarması, sütlü nuriye etc. Es uno de los postres más tradicionales de Turquía y fue heredado por los turcos antes de la independencia de Grecia en el año 1822. Muy similar es el kadayıf, elaborado con láminas de trigo formando una especie de fideos que están asados y recubiertos en miel, y el ekmek kadayıfı, que es totalmente diferente y no procedente de "kadayıf". El künefe y el laz böreği son especialidades dulces ricas en sirope y rellenas con queso blanco. Ambos se combinan por regla general con el kaymak cuando se sirven.
Los lokum, que se denominan también delicias turcas, son elaborados con una especie de goma densa mezclada con avellanas y pistachos cortados en cubos y recubiertos con azúcar en polvo. Generalmente se acompañan con café. También se tienen los lokma y tulumba que son muy similares a los churros. Se consume arroz con leche que en idioma turco se denomina Sütlaç y una versión de este postre se sirve en recipientes de barro, porque el sütlaç ha sido horneado después de la elaboración clásica o tradicional (fırın sütlaç). Esta variedad se llama "Fırın Sütlaç". También existen algunos pudding como el aşure (elaborado a base de jalea, algunos legumbres como garbanzos, avellanas, nueces y almendras y adornado con granada). En los desayunos se suele emplear una mermelada de rosas: gül reçeli (gül rechelí) de sabor muy azucarado y aroma característico a rosas. Los turcos nunca toman el yogur como un plato de postre, existe una excepción que es una mezcla que lleva nueces y miel (bal).
Otros postres populares incluyen el revani, şekerpare, kalburabastı, dilber dudağı, vezir parmağı, hanım göbeği, kemalpaşa, tulumba, zerde, höşmerim, irmik tatlısı/peltesi, lokma.

## Costumbres de Ramadán

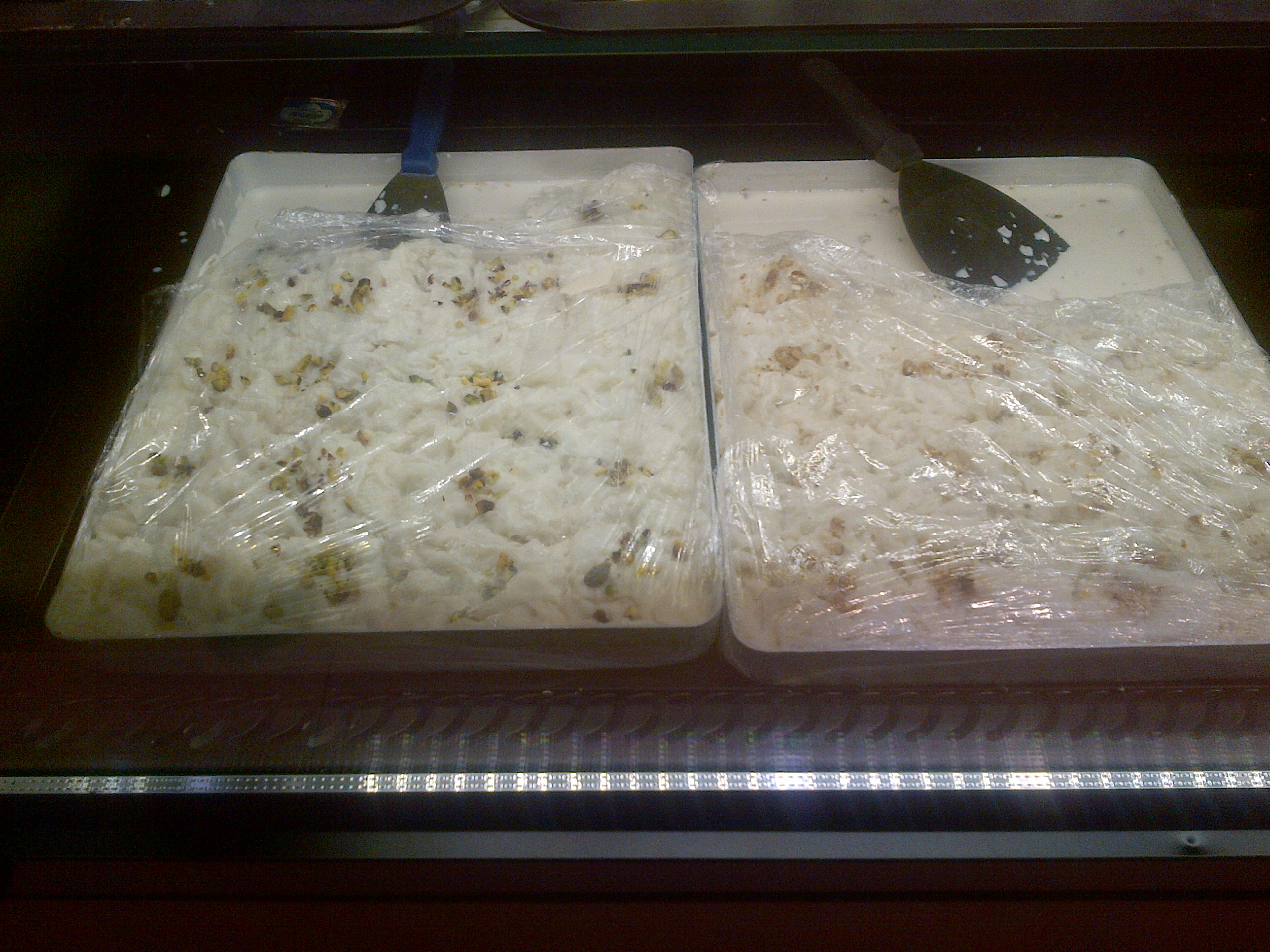
"Güllaç" postre turco de yufka o masa filo, muy liviano, preferido y tradicional para la época de ayuno de Ramadan.

En ramadán hay una dieta especial. Se consumen muchas bebidas tradicionales, como la şerbet, şıra y algunas otras sin alcohol. Las cenas empiezan con unos platitos de desayuno turco, consistentes de pastırma, aceitunas y varios tipos de quesos. Estos platos se conocen como iftariyelik, palabra que significa "para abrir ayuno". Durante este mes sale un pide especial en las panaderías turcas llamado ramazan pidesi o "pide de ramadán", que no se comercializa, normalmente, en el resto del año. Se come más postres que nunca. Existen varios postres, como el güllaç, que por ser muy liviano, es especialmente preferido durante este mes de ayuno.